# Lando Calrissian
Personnage de fiction apparaissant dans
Star Wars.
Landonis Balthazar Calrissian III, plus connu sous le nom de Lando Calrissian, est un personnage de la saga Star Wars créé par George Lucas. Lando apparaît pour la première fois dans Star Wars, épisode V : L'Empire contre-attaque, où il est interprété par Billy Dee Williams comme dans Star Wars, épisode VI : Le Retour du Jedi et Star Wars, épisode IX : L'Ascension de Skywalker. Il est également interprété par Donald Glover en 2018 dans le film Solo: A Star Wars Story, qui présente une version plus jeune de quelques années du personnage.
Lando Calrissian est un contrebandier aventureux qui devient par chance baron administrateur de la Cité des Nuages de Bespin. Plusieurs années plus tard, il se voit contraint par Dark Vador de trahir son ami Han Solo, mais participe ensuite activement à son sauvetage et à diverses missions de l'Alliance rebelle, avant de reprendre son titre de baron administrateur de la Cité des Nuages après la chute de l'Empire galactique.

## Univers
L'univers de Star Wars se déroule dans une galaxie qui est le théâtre d'affrontements entre les Chevaliers Jedi et les Seigneurs noirs des Sith, personnes sensibles à la Force, un champ énergétique mystérieux leur procurant des pouvoirs psychiques. Les Jedi maîtrisent le Côté lumineux de la Force, pouvoir bénéfique et défensif, pour maintenir la paix dans la galaxie. Les Sith utilisent le Côté obscur, pouvoir nuisible et destructeur, pour leurs usages personnels et pour dominer la galaxie.

## Biographie

### Univers officiel

#### Avant la Cité des Nuages
Lando Calrissian, de son nom complet Landonis Balthazar Calrissian III, se fait progressivement une grande réputation de contrebandier et de joueur charmeur particulièrement douteux. Il achète ainsi sur Lothal des terrains d'un certain Vizago pour installer des exploitations minières illégales. Lors d'une partie de Sabacc face à Garazed Orrelios, il gagne le droïde Chopper, qu'il rend au Ghost après que l'équipage accepte de l'aider à arnaquer l'esclavagiste Azmorigan.
Quelques années plus tard, Lando Calrissian, baron administrateur de la Cité des Nuages de Bespin, se voit contraint par Dark Vador de trahir son ami Han Solo et de le livrer au Sith. La liberté de la Cité des Nuages est alors en jeu. Toutefois, Dark Vador ne respecte pas l'accord et l'Empire galactique s'installe sur Bespin.

#### Ennemi de l'Empire
Lando riposte alors. Il libère les amis de Solo après avoir appelé Lobot avec le code « Code Force Sept ». En effet, il fait appel à plusieurs employés de la Cité des Nuages pour sauver Leia, Chewbacca et C-3PO. Lando fuit ensuite la Cité des Nuages avec les rebelles et s'allie à l'Alliance rebelle, dont il devient rapidement un général.
Il aide alors à sauver Han Solo, qu'il a piégé plus tôt. Grâce à un contact, il infiltre le palais de Jabba le Hutt, où se trouve Han Solo prisonnier dans la carbonite. Déguisé en garde, il attend l'arrivée de Leia et Chewbacca. Toutefois, après l'échec du plan, Lando suit les sbires de Jabba dans la barge du Hutt. Il aide cependant à empêcher l'exécution de ses amis grâce au plan de Luke Skywalker. Les sbires de Jabba sont vaincus, et le Hutt lui-même est tué.
Lando devient alors à la fois un ennemi de l'Empire galactique et des Hutt. Il se fait remarquer au sein de l'Alliance rebelle, notamment par sa victoire sur Taanab. Par ailleurs, lors de la bataille d'Endor, il pilote le Faucon Millenium, accompagné de son copilote Nien Nunb et d'un escadron de X-Wings. Il a ainsi un rôle central dans la destruction de la seconde Étoile de la mort.

### Univers Légendes

#### Ascension
L'audacieux contrebandier Lando Calrissian s'aventure dans toute la galaxie et se confronte à divers revers. En 4 av. BY, il gagne au Sabacc un vaisseau, le Faucon Millenium. Il apprend progressivement à bien piloter. Il obtient ensuite un droïde, Vuffi Raa. Il poursuit son périple en passant notamment par la Centralité puis l'Espace Hutt, où il participe à la bataille de Nar Shaddaa. Il sauve peu après les oswafts d'un génocide impérial dans la nébuleuse de ThonBoka. Plus tard, il perd sur Bespin, au Sabacc encore, son vaisseau au profit de Han Solo.
Quelque temps après la bataille de Yavin, il gagne, encore une fois par le biais du Sabacc, l'administration de la Cité des Nuages de Bespin. Dès lors, Lando passe de la contrebande à un commerce plus légal.

## Concept et création

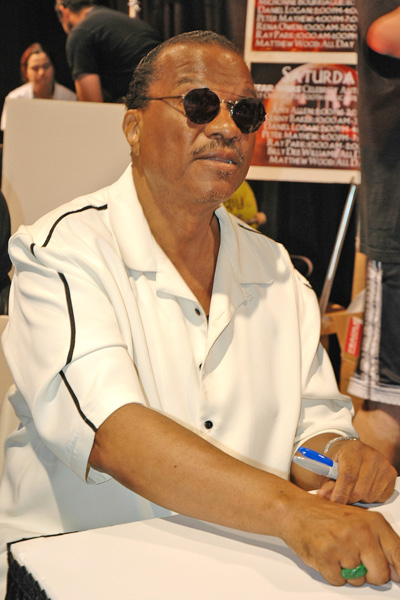
Billy Dee Williams en 2005.

Dans une version abandonnée du personnage, Lando est un vétéran de la guerre des clones originaire d'une planète peuplée de clones comme lui. Par ailleurs, Lando est le premier personnage de peau noire à apparaître dans Star Wars, et ce dès L'Empire contre-attaque, où il est introduit comme étant un ami de Han Solo, personnage déjà vu dans Un nouvel espoir.
Lando Calrissian est également visible dans d'autres productions Star Wars. En effet, Billy Dee Williams confirme en juin 2014 que son personnage apparaît dans deux épisodes de Rebels. Plus tard, la production de Solo confirme en août 2016 qu'il apparaît dans ce film. Dans ce spin-off, le nom complet du personnage, « Landonis Balthazar Calrissian III », doit originellement être révélé, mais les modifications apportées en cours de production dans Solo inclut la suppression de cette information fournie dans le film directement. Lorsque Donald Glover, l'interprète du personnage dans ce nouveau film, a demandé des conseils à Billy Dee Williams, qui joue Lando dans la trilogie originale, celui-ci a répondu « Soyez simplement charmant. C'est le meilleur conseil. »,.
L'absence du personnage dans Le Réveil de la Force est plusieurs fois soulignée. Une nouvelle absence dans le deuxième film de la postlogie, Les Derniers Jedi, est remarquée. Plus d'un an avant la sortie du neuvième film de la saga Skywalker, certains sites Internet affirment que Lando Calrissian sera de retour dans le dernier film. En juillet 2018, il est confirmé par la révélation du casting que le personnage revient dans L'Ascension de Skywalker.
En décembre 2020, parmi les nouvelles séries Star Wars annoncées pour les années suivantes sur Disney+, l'une d'elles est centrée sur le personnage de Lando Calrissian. Elle est intitulée Lando. Déjà quelques mois auparavant, des rumeurs sur une éventuelle production de série sur Lando s'étaient répandues. Toutefois, il n'est pas confirmé par Lucasfilm que Donald Glover incarne le personnage comme dans le spin-off Solo.